# Ехаль

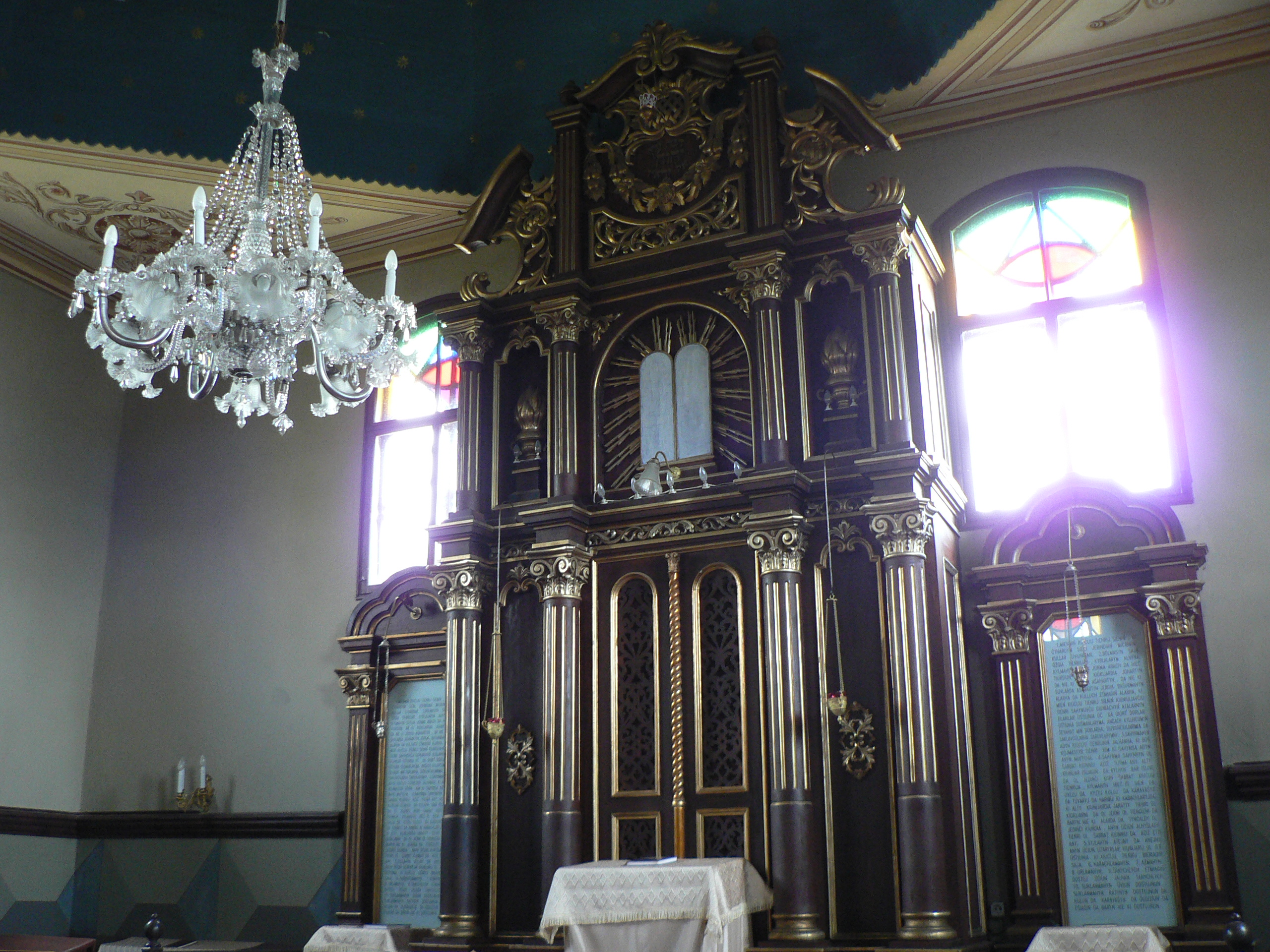
Ехаль у Тракайській кенасі

Ехал (івр. היכל, досл. «палац», «Єрусалимський храм») — в караїмській кенасі вівтарна шафа, яка використовується для зберігання сувою Тори.
Ехал, одна з найважливіших частин обладнання головного молитовного залу, знаходиться на стіні, зверненій до Святої Землі , відповідно до правил караїмської релігії, тобто в Європі — на південній стіні. Форма, каркас гардеробу та декоративні орнаменти залежать від епохи та країни, в якій вони були виготовлені.
Її аналогом є Арон Га-кодеш, розташований у синагогах.